# ثريلر مايكل جاكسون (فيديو موسيقي)
ثريلر مايكل جاكسون  هو فيديو موسيقي 1983 لأغنية "ثريلر" للمغني الأمريكي مايكل جاكسون، صدر في 2 ديسمبر 1983. الفيديو أخرجه جون لانديس ، وكتبه لانديس وجاكسون ، ونجم جاكسون وأولا راي. يشير إلى العديد من أفلام الرعب ويرى جاكسون يرقص مع حشد من الزومبي.

## روابط خارجية
- Thriller  في قاعدة بيانات الأفلام على الإنترنت (بالإنجليزية)
- Michael Jackson's Thriller على موقع أول موفي.
- Thriller official music video على يوتيوب